# Giordano Bruno
Filippo Bruno (Nola; enero o febrero de 1548-Roma; 17 de febrero de 1600), más conocido como Giordano Bruno, fue un cosmólogo, filósofo, teólogo, matemático y poeta italiano.
Sus teorías cosmológicas superaron el modelo copernicano, pues propuso que el Sol era simplemente una estrella y que el universo debía contener un infinito número de mundos habitados por animales y seres inteligentes. Miembro de la Orden de los Dominicos, propuso en el campo teológico una forma particular de panteísmo, lo cual difería considerablemente de la visión cosmológica sostenida por las distintas confesiones cristianas.
Además de estos razonamientos, sus afirmaciones teológicas también fueron otra de las causas de su condena, que lo llevaron a ser ejecutado por las autoridades civiles de Roma después de que la Inquisición romana lo declarara culpable de herejía, razón por la cual fue quemado vivo en la hoguera. Tras su muerte, su nombre ganó fama considerable, particularmente en el siglo XIX y principios del XX.

## Biografía

### Infancia y juventud
Nació a comienzos de 1548 en Nola, a unos veinte kilómetros de Nápoles, entonces bajo el dominio español. Sus padres eran Giovanni Bruno, hombre de armas en el ejército español, y Fraulissa Savolino. Fue bautizado con el nombre de Filippo.
Comienza estudiando en Nola, pero en 1562 se traslada a Nápoles, donde recibe lecciones de Giovanni Vincenzo de Colle en el Studium Generale y de Téofilo da Vairano en el monasterio agustino de la ciudad. En junio de 1565 ingresa en la Orden de los Dominicos, en el monasterio de Santo Domingo Mayor de Nápoles, donde se dedicó al estudio de la filosofía aristotélica y a la teología de Santo Tomás (tomismo). Ese mismo año cambió su nombre de pila por el de Giordano.
En 1571 comparece ante el papa Pío V para exponer su sistema nemotécnico, dedicando al papa su obra Sobre el Arca de Noé. En 1572 es ordenado sacerdote y en 1575 recibió el título de doctor en Teología.
Sus problemas comenzaron durante su adoctrinamiento. Fue procesado por rechazar tener imágenes de santos en su celda y aceptar solo el crucifijo. Más tarde se le abrió un nuevo proceso por recomendar a otro novicio que dejase un libro sobre la vida de la Virgen y se dedicase a leer otras obras más importantes. También se le acusó de defender la herejía arriana. En marzo de 1576 huye del convento, sin esperar a que terminase la causa.

### Vida errante
Se trasladó a Roma, donde estuvo alojado en el convento de Santa María sobre Minerva. Sus opiniones suscitaron un escándalo, y se formularon 130 artículos de acusación contra él. Por temor a la Inquisición, a los veintiocho años abandonó la «prisión angosta y negra del convento», y huyó de Roma en 1576, comenzando una vida errante y aventurera. Desde entonces pudo decir, con razón, que «toda la tierra es patria para un filósofo».
Viajó por el norte de Italia: Génova, Savona, Turín, Venecia, Padua, enseñando gramática y cosmogonía a los niños para ganarse la vida. Al mismo tiempo, estudió intensamente las obras de Nicolás de Cusa, Bernardino Telesio y adoptó el sistema de Nicolás Copérnico, lo que le valió ser combatido tanto por los católicos como por los protestantes. Expresó en escritos y conferencias sus ideas científicas acerca de la pluralidad de los mundos y sistemas solares, el heliocentrismo, la infinitud del espacio y el universo y el movimiento de los astros.
Se trasladó luego a otras regiones: Bérgamo, Milán. Pasó luego a Francia, alojado durante el invierno de 1578 en el convento de los dominicos de Chambéry. Se le desaconsejó viajar a Lyon debido al recrudecimiento de los conflictos de religión en aquella zona, por lo que se dirigió a Ginebra donde fue recibido en 1579 por el marqués de Vico, un calvinista de origen napolitano a quien manifiesta su deseo de «vivir en libertad». Allí abandona definitivamente los hábitos religiosos y se inscribe en la Universidad de Ginebra. Poco después publica un ataque contra Antoine de La Faye, un célebre profesor calvinista, en el que expone veinte errores cometidos por el profesor en una de sus lecciones. Por ese motivo fue arrestado y abandona Ginebra tan pronto como puede.
Retornó a Francia donde, tras pasar un mes infructuoso en Lyon, se doctoró en teología en la Universidad de Toulouse y enseñó durante dos años (1580-1581) en esta ciudad. Escribió la Clavis magna (lulista) y explicó el tratado De Anima, de Aristóteles. Luego de varios tropiezos debido a la guerra religiosa, fue aceptado por Enrique III —a quien fascinó la prodigiosa memoria de Bruno— como profesor de la Universidad de París en 1581. En esa etapa de su vida publicó sus obras: Las sombras de las ideas (un tratado de memoria artificial dedicado al monarca francés, y donde plasma por primera vez su adhesión a la cosmología copernicana), El canto de Circe y la comedia en lengua italiana Candelaio (Candelero).
En 1583 viajó a Inglaterra, tras ser nombrado secretario del embajador francés Michel de Castelnau. Allí se convirtió en asiduo concurrente a las reuniones del poeta Philip Sidney. Enseñó en la Universidad de Oxford la nueva cosmología copernicana, atacando las ideas tradicionales. Después de varias discusiones, abandonó Oxford. Sus escritos más importantes son La cena de las cenizas, Del universo infinito y los mundos, y Sobre la causa, el principio y el uno (escritas en 1584). En 1585 escribió Los furores heroicos, donde, en un estilo de diálogo platónico, describe el camino hacia Dios a través de la sabiduría.
Ese mismo año regresó a París con el embajador, para luego dirigirse a Marburgo, donde dio a la prensa las obras escritas en Londres. En Marburgo retó a los seguidores del aristotelismo a un debate público en el Colegio de Cambrai, donde fue ridiculizado, atacado físicamente y expulsado del país.
Durante los siguientes cinco años vivió en diversos países protestantes, donde escribió muchos trabajos en latín sobre cosmología, física, magia y el arte de la memoria (fue uno de los grandes representantes de la tradición hermética). Llegó a demostrar que el Sol es más grande que la Tierra. En 1586 expuso sus ideas en la Sorbona y en el Colegio de Cambrai, y enseñó filosofía en la Universidad de Wittenberg. En 1588 viajó a Praga, donde escribió artículos dedicados al embajador de España, Guillem de Santcliment, y al emperador Rodolfo II.
Pasó a servir brevemente como profesor de matemáticas en la Universidad de Helmstedt, pero tuvo que huir otra vez cuando fue excomulgado por los luteranos. Todavía en Helmstedt pudo culminar sus poemas De triplici minimo et mensura, De monade, numero et figura, y De immenso, innumerabilibus et infigurabilibus. En 1590 se dirigió al convento de los Carmelitas en Fráncfort, ciudad en la que ganó fama de «hombre universal» y donde dio a la imprenta los poemas latinos mencionados, y Zúrich.
A instancias de Giovanni Mocenigo, noble veneciano, regresó a Italia. Mocenigo se convirtió en su protector, para impartir cátedra particular, fijando su residencia en Venecia.

### Proceso y condena

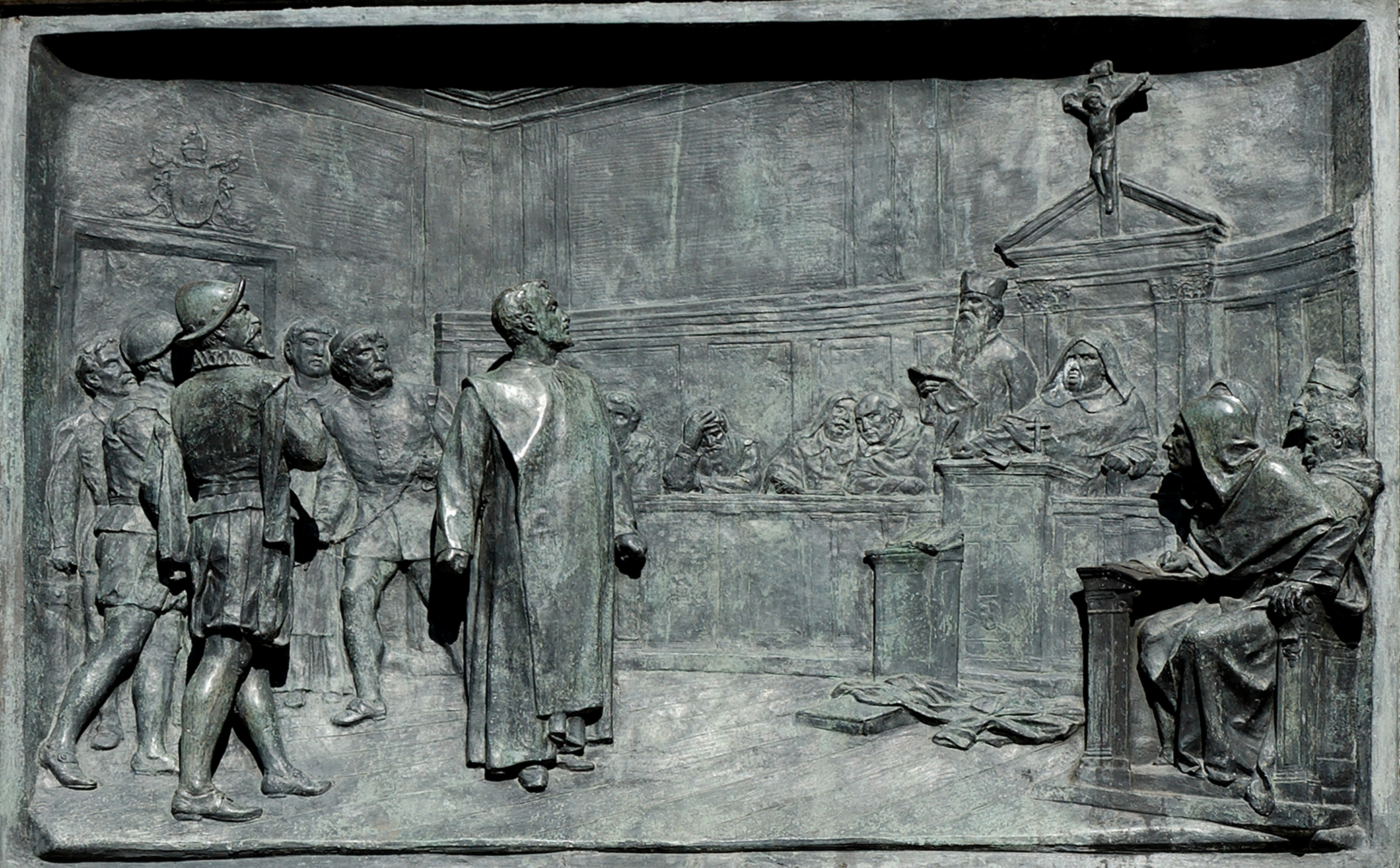
El proceso de Giordano Bruno a cargo de la Inquisición romana. Relieve de bronce de Ettore Ferrari (1845-1929), Campo de' Fiori, Roma.

El 21 de mayo de 1592, Mocenigo, «no satisfecho de la enseñanza y molestado por los discursos heréticos de su huésped», le denunció a la Inquisición. La Inquisición veneciana lo encarcela el 23 de mayo de 1592 y es reclamado por Roma el 12 de septiembre. El 27 de enero de 1593 se ordenó el encierro de Giordano Bruno en el Palacio del Santo Oficio, en el Vaticano. Estuvo en la cárcel entre siete y ocho años mientras se disponía el juicio —bajo el tribunal de Venecia—, en el que se le atribuían cargos por blasfemia, herejía e inmoralidad; así como por sus enseñanzas sobre los múltiples sistemas solares y sobre la infinitud del universo. Durante la ocupación napoleónica se perdieron la mayoría de los folios de ese juicio.
El proceso fue dirigido por el cardenal Roberto Belarmino, canonizado en 1930 por la Iglesia católica, y quien años después, en 1616, llevaría un proceso similar contra Galileo Galilei. Giovanni Mocenigo fue acusado de herejía al descubrirse que intentaba dominar las mentes ajenas, cosa que Bruno se negó a enseñarle. Nunca fue apresado ni existió proceso en su contra.
En 1599 se expusieron los cargos en contra de Bruno, recopilados por el propio Belarmino y el dominico Alberto Tragagliolo (comisario general del Santo Oficio). Las múltiples ofertas de retractación fueron desestimadas. Finalmente, el 20 de enero de 1600 el papa Clemente VIII ordenó que fuera llevado ante las autoridades seculares. Las alegaciones finales por escrito de Bruno, dirigidas al pontífice, «fueron abiertas pero no leídas».
Luigi Firpo lista estos cargos que fueron imputados contra Bruno por la Inquisición:
- Tener opiniones contrarias a la fe católica y hablar en contra de ella y sus ministros.
- Tener opiniones contrarias a la fe católica sobre la Trinidad, la divinidad de Cristo y la encarnación.
- Tener opiniones contrarias a la fe católica en relación con Jesús como Cristo.
- Tener opiniones contrarias a la fe católica en relación con la virginidad de María, la madre de Jesús.
- Tener opiniones contrarias a la fe católica en relación con la transubstanciación y la misa.
- Decir que existen múltiples mundos.
- Tener opiniones favorables de la transmigración del espíritu en otros seres humanos después de la muerte.
- Brujería.

La Inquisición lo acusó inicialmente por sus ideas antidogmáticas, que ya le habían costado el hábito dominico. Como antitrinitario, rechazar la virginidad de María y la transubstanciación. Sus reflexiones sobre cuestiones de cosmología y su atracción por la magia dieron gradualmente lugar a una impresionante lista de acusaciones. Al final, impugnaron el conjunto de su pensamiento. En febrero de 1593, Bruno fue encarcelado en las prisiones del Santo Oficio. El juicio se prolongó durante otros dos años, antes de que se tomase la decisión de realizar un estudio en profundidad de sus obras, que fueron censuradas y posteriormente quemadas en la plaza de San Pedro. Desde su celda, Bruno terminó de escribir una declaración para su defensa, y presentó su alegato final el 20 de diciembre de 1594 ante el Santo Oficio. El juicio fue interrumpido durante seis meses, tiempo durante el cual Bruno continuó defendiendo activamente su teoría de los infinitos mundos, a veces afirmando que estaba dispuesto a retractarse, y otras declarando que era fiel a sus ideas. Por lo tanto, el cardenal Belarmino elaboró una lista de las teorías consideradas heréticas, sobre las que Bruno de nuevo vaciló antes de negarse categóricamente a renunciar a ellas.
Las ocho proposiciones a las que el filósofo se negó a renunciar fueron las siguientes:
1. La declaración de «dos principios reales y eternos de la existencia: el alma del mundo y la materia original de la que se derivan los seres».
2. La doctrina del universo infinito y los mundos infinitos en conflicto con la idea de la Creación: «El que niega el efecto infinito niega el poder infinito».
3. La idea de que toda realidad, incluyendo el cuerpo, reside en el alma eterna e infinita del mundo: «No hay realidad que no se acompañe de un espíritu y una inteligencia».
4. El argumento según el cual «no hay transformación en la sustancia», ya que la sustancia es eterna y no genera nada, sino que se transforma.
5. La idea del movimiento terrestre, que —según Bruno— no se oponía a las Sagradas Escrituras, las cuales estaban popularizadas para los fieles y no se aplicaban a los científicos.
6. La designación de las estrellas como «mensajeros e intérpretes de los caminos de Dios».
7. La asignación de un alma «tanto sensorial como intelectual» a la Tierra.
8. La oposición a la doctrina de Santo Tomás sobre el alma: la realidad espiritual permanece cautiva en el cuerpo y no es considerada como la forma del cuerpo humano.

El papa Clemente VIII dudó de la sentencia impuesta antes de dictarla porque no deseaba convertir a Bruno en un mártir. El 8 de febrero fue leída la sentencia en donde se le declaraba herético, impenitente, pertinaz y obstinado. Es famosa la frase que dirigió a sus jueces:

Maiori forsan cum timore sententiam in me fertis quam ego accipiam
Tembláis acaso más vosotros al anunciar esta sentencia que yo al recibirla

Fue excomulgado y sus trabajos quemados en la plaza pública.

## Muerte

### Ejecución

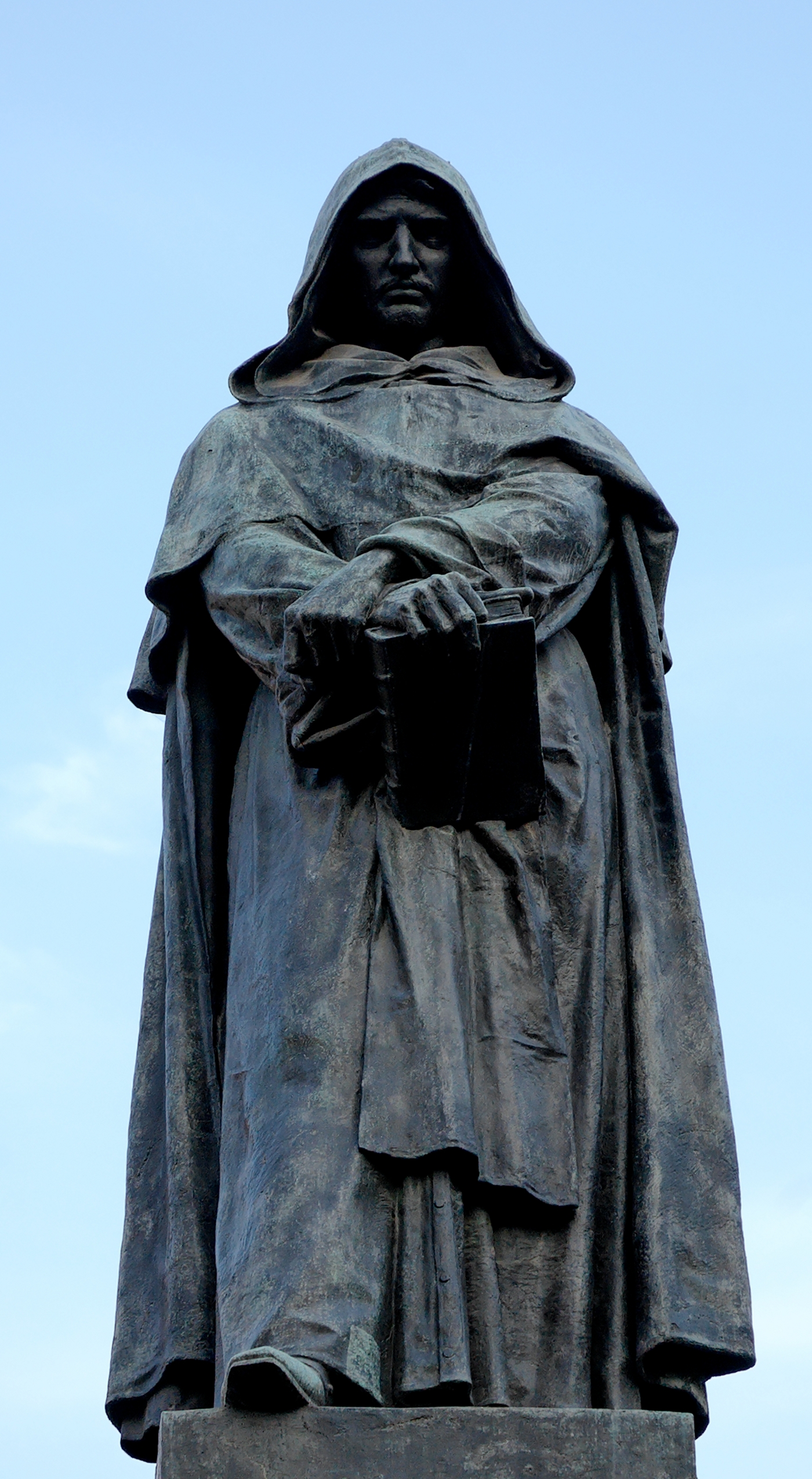
Estatua de Giordano Bruno, por Ettore Ferrari, en el Campo de' Fiori de Roma.

Lo habitual era ejecutar al acusado de herejía (siempre que este se retractara en el último momento) y después quemar el cuerpo. En el caso de Giordano Bruno, tras casi ocho años de cautiverio, fue quemado vivo el 17 de febrero de 1600 en el Campo de' Fiori, en la ciudad de Roma.
Durante todo el proceso fue acompañado por monjes católicos. Según testigos presenciales, el nolano fue «despojado de sus ropas, desnudado y atado a un palo»; además, llevaba la lengua «aferrada en una prensa de madera para que no pudiese hablar». Antes de ser quemado en la hoguera, uno de ellos le ofreció un crucifijo para que lo besara, pero Bruno lo rechazó y dijo que moriría como un mártir y que su alma subiría con el fuego al paraíso[cita requerida].
Casi tres siglos después de su muerte, el 9 de junio de 1889, se erigió por suscripción internacional una estatua en el lugar de su muerte, exaltando su figura como mártir de la libertad de pensamiento y de los nuevos ideales.
Según la Enciclopedia de filosofía de la Universidad de Stanford, «en 1600 no había una postura oficial de la Iglesia católica sobre el sistema copernicano, y ciertamente no era una herejía. Cuando Giordano Bruno fue quemado en la hoguera como hereje, no tuvo nada que ver con sus escritos en apoyo de la cosmología copernicana». Entre sus afirmaciones teológicas que se consideraron heréticas estaban las siguientes: que Cristo no era Dios, sino meramente un mago excepcionalmente hábil; que el diablo se salvará; y otras.[cita requerida]
Según Isaac Asimov, su muerte tuvo un efecto disuasorio en el avance científico de la civilización, particularmente en las naciones católicas; pero, a pesar de esto, sus observaciones científicas continuaron influyendo en otros pensadores, y se le considera uno de los precursores de la Revolución científica.

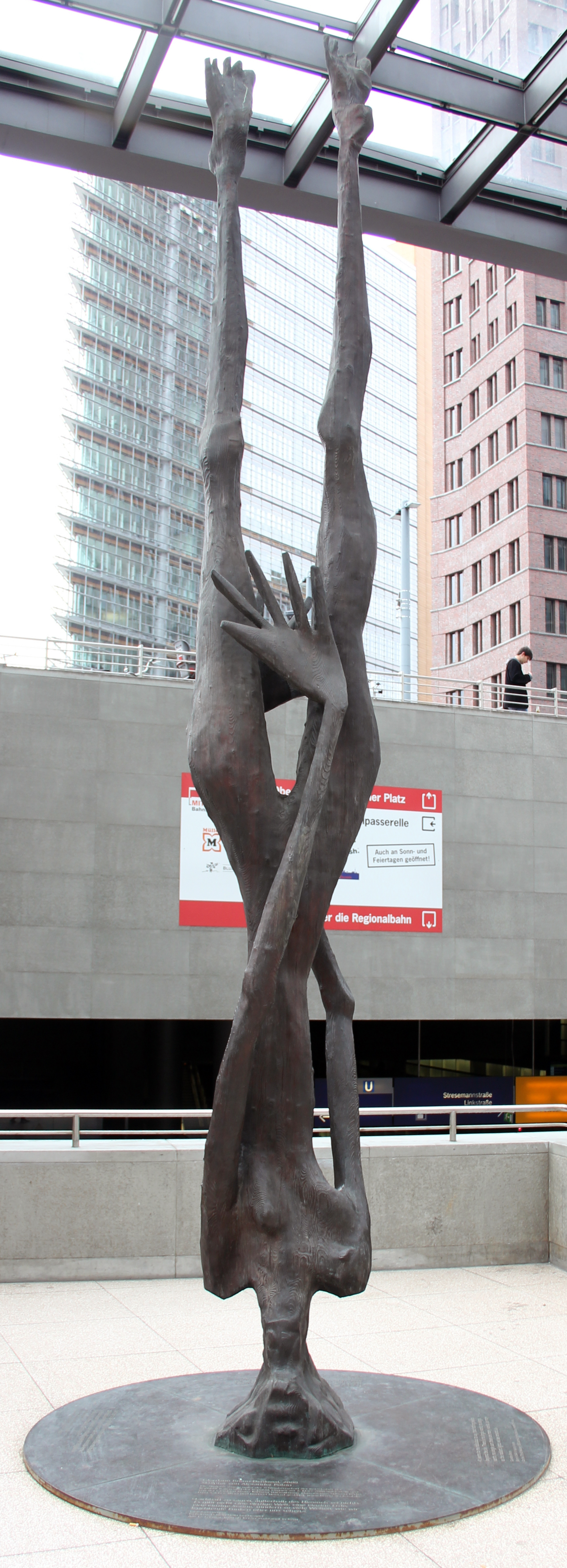
Escultura dedicada a Giordano Bruno en la Potsdamer Platz de Berlín. Su autor, Alexander Polzin, representó al filósofo colgado de abajo arriba, según recogen algunas fuentes que fue quemado vivo.

El historiador de la ciencia Alexandre Koyré considera que la «audacia» del pensamiento bruniano «causó una transformación —una verdadera revolución— en la imagen tradicional del mundo y de la realidad física», habiendo propuesto una visión del universo cercana a la posteriormente desarrollada por Newton. En definitiva, fueron sus ideas las que alertaron a la Iglesia acerca del peligro que podría suponer la nueva astronomía para la religión, precipitando las posteriores condenas sobre Copérnico (1616) y Galileo (1633).

## Pensamiento
Giordano Bruno fue ante todo un antiaristotélico. Rechaza la idea de vacío como lo entendía Aristóteles, y por tanto la ausencia de espacio más allá de la esfera de las estrellas fijas. En el Diálogo Segundo de Sobre el infinito Universo y los mundos escribe:

Por lo cual, al asignar al vacío un nombre y un concepto que nadie le asigna, (Aristóteles) llega a edificar castillos en el aire y a destruir su propio vacío y no el de todos los demás que han hablado del vacío y se han servido de este nombre “vacío”. No de otra manera procede este sofista en todas las otras cuestiones, como las del movimiento, el infinito, la materia, la forma, la demostración y el ente en las cuales edifica siempre sobre la base de su propia definición y sobre el nombre al que asigna un nuevo significado. Por eso, cualquiera que no esté en realidad privado de juicio puede fácilmente advertir cuan superficial es este hombre en la consideración de la naturaleza de las cosas y cuan apegado se halla a suposiciones que ni son admitidas ni son dignas de serlo, más vacuas en su filosofía natural de lo que se podrían imaginar nunca en matemática.

Un ataque tan rotundo contra el que se consideraba el filósofo infalible en la Edad Media, bien pudo contribuir a soliviantar los ánimos en contra de Giordano Bruno, además de por el lado religioso, por el lado filosófico.

### Cosmología
Bruno creía que la Tierra giraba alrededor del Sol y que la rotación diurna aparente de los cielos es una ilusión causada por la rotación de la Tierra alrededor de su eje. Bruno también sostenía que, porque Dios es infinito, el universo podría reflejar este hecho.

[…] el universo es uno, infinito, inmóvil... No es capaz de comprensión y por lo tanto es interminable y sin límites y a ese grado infinito e indeterminable y por consecuencia inmóvil.
Teófilo en De la causa, principio, et Uno, de Giordano Bruno.

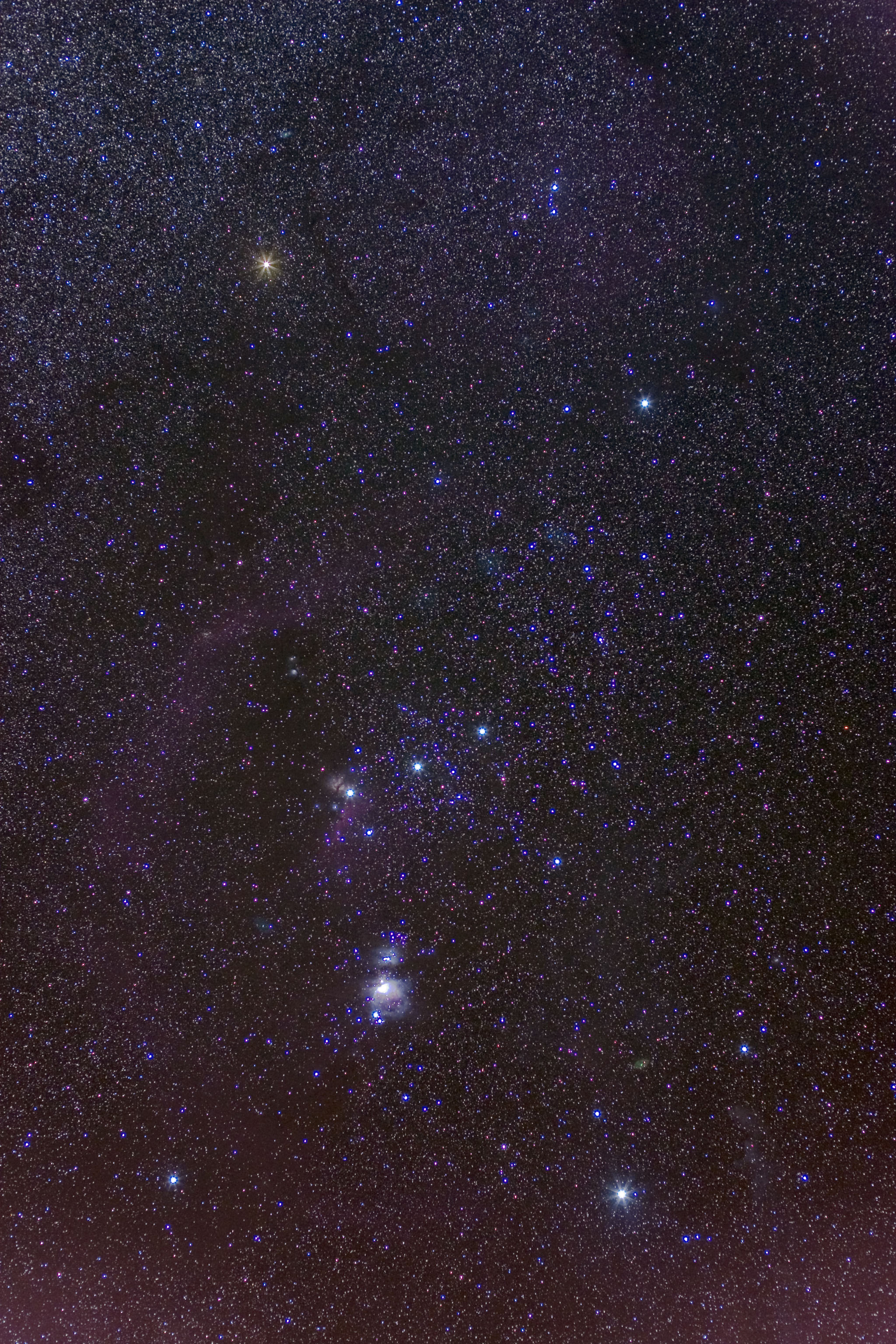
La constelación de Orión.

Bruno también afirmaba que las estrellas en el cielo eran otros soles como el nuestro, a las que orbitan otros planetas. Indicó que el apoyo de esas creencias en ninguna manera contradecía las Escrituras o la verdadera religión.
Bruno decía asimismo que el universo era homogéneo, compuesto por los cuatro elementos (agua, tierra, fuego y aire), en lugar de tener las estrellas una quintaesencia separada. En esencia —aunque el uso de este término sea anacrónico—, las mismas «leyes físicas» estarían operando en todas partes. Espacio y tiempo eran ambos infinitos. No había lugar en su universo estable y permanente para las nociones cristianas de la creación y el juicio final.
La cosmología de Bruno está marcada por la infinitud, homogeneidad e isotropía, con sistemas planetarios con vida distribuidos uniformemente a lo largo de todo el universo.

### Física
Famosa es la prueba dada por Giordano Bruno de la relatividad del movimiento. Bruno muestra que la Tierra no es estática. Si cae una piedra desde la parte superior del mástil de un barco en movimiento, caerá aún al pie del mástil, sin importar el movimiento del barco, demostrando así que uno no puede considerar el movimiento de un cuerpo en términos absolutos, solo con un sistema de referencia.

Todas las cosas que hay sobre la Tierra se mueven con la Tierra. Una piedra lanzada desde lo alto del mástil volverá al final de alguna manera, aunque la nave se esté moviendo.
La cena de las cenizas (1584)

Bruno también defendía el atomismo, recuperando los conceptos materialistas de la Antigüedad. Esto se expone en varias de sus obras, especialmente en De triplici minimo et mensura, donde sostiene que todos los compuestos físicos mutan y retornan a los mínimos o átomos, de los cuales surgen a su vez nuevos cuerpos que reconfiguran el universo una y otra vez (la conocida como «alternancia vicisitudinal», en lenguaje bruniano), y señalando a la aritmética, la geometría y la física como las tres ramas básicas del conocimiento.

### Magia
En el uso común, la magia es entendida como dominio sobre las fuerzas físicas, espirituales o divinas; sin embargo, el estudio de la magia en Bruno se muestra como la capacidad de percibir o reconocer el conjunto de relaciones vinculatorias que se suscitan dentro del reino de lo fantástico. Esto es: la práctica mágica se asienta en su teoría de los vínculos. Por ello, el «mago» debe conceder suma atención al trabajo de la imaginación. La imaginación constituye la puerta de acceso a todos los afectos que pueden conmover a un ser viviente.
Se requieren básicamente tres factores para lograr la vinculación:
- potencia activa en el agente;
- potencia pasiva en el sujeto o el paciente (esto es, una disposición o aptitud de no resistencia);
- y la aplicación apropiada a las circunstancias de tiempo y lugar.

Los vínculos no son eternos, porque se dan en el mundo, a la vez que no todo puede vincular a todas las cosas —y, si lo hace, no se da del mismo modo—. Hay tres accesos para vincular:
- la visión, a través de formas, gestos, movimientos y figuras adecuadas;
- el oído, mediante la voz y el discurso;
- y la mente o imaginación.

Los vínculos se establecen a través de los sentidos. Sucede la «entrada», que es cuando son percibidos; la «atadura», que es cuando se empieza a formar un sentido de las cosas que entraron por la vía de los sentidos; luego sucede el «vínculo»; y, finalmente, la «atracción».
El mago o manipulador debe ser consciente en todo momento de que, para atraer a uno o más individuos, debe considerar toda la variedad de intereses de los sujetos a hechizar. Por esta razón, para la técnica mágica se requiere tener un conocimiento más que parcial del sujeto y sus deseos, pues sin tenerlo no puede darse ningún vínculo.
Su propuesta mágico-fantástica responde a los tres niveles de realidad que en su ontología señala: el mundo divino y el mundo material son conectados mediante la fantasía, de manera que ella es el intermediario en el proceso que va de la sensibilidad a la cognición.
La sensibilidad es un proceso multívoco y dinámico de asociaciones en el ascenso y descenso de los datos perceptibles. La concepción metafísica de Bruno está emparentada con las ideas de Pico della Mirandola, quien consideraba al hombre en una posición intermedia entre las partes superiores (divinas) y las partes inferiores (materiales). Del mismo modo, Bruno extiende las teorías elaboradas por Marsilio Ficino, quien, como San Agustín, distinguía tres reinos: el material, el divino y el espiritual. Así pues, quien vincula alma y cuerpo es el espíritu. Es en el espíritu donde se da el ascenso y descenso de las ideas y percepciones; ahí se forma la sensibilidad del sujeto: el alma tiene contacto con las cosas materiales gracias al reflejo que de ellas se da (en imágenes) dentro del espíritu, mientras que el cuerpo accede al contacto luminoso de la inteligencia por su reflejo en el espíritu como fantasías. Del mismo modo, Bruno, al igual que Ficino, considera que el espíritu no es propio de los hombres, sino que es una realidad propia, un mundo en sí mismo; así, podemos hablar de un mundo de los espíritus.
En la teología platónica de Ficino puede observarse una sutil distinción entre el concepto de «imaginación» y el de «fantasía», siendo la primera aquella que da forma a lo que percibimos, mientras que la segunda emite un juicio respecto a lo ya elaborado por la imaginación. La fantasía, en cuanto que emite juicios, también ha de distinguirse del intelecto. La primera se ocupa de lo particular —esto es, traduce los universales en particulares—, mientras que el intelecto concibe los universales —por lo que posee autonomía sobre la fantasía—; pero ambos operan de manera simultánea. La capacidad del mago para influenciar y atraer reside en reconocer el vínculo que une todas las cosas: a partir del lenguaje corpóreo (el cual aporta una imagen completa sobre algo) que, vía el sentido, manda a las percepciones por el canal de los mediadores (la imaginación y la fantasía) para elevarse, de tal modo, hasta el intelecto.
Bruno advierte que las características particulares de nuestros juicios no son estéticas ni éticas en sí mismas, dado que, al ser la fantasía la función intermediaria del espíritu, ella misma establece un sentido al vincular. Así, el juicio que discierne es siempre fantástico: en cada representación tenemos un halo de fantasía.
La aportación fantástica no es un juicio racional; responde más bien a la sensibilidad, siendo esta el eje que va acomodando toda percepción interior y exterior. El reino de la fantasía es el lugar de cruce donde todo adquiere sentido; es el lugar del alma humana, de tal modo que el alma se conforma a través de los vínculos y se constituye a partir de las relaciones multívocas con que asocia cosas, arquetipos y espíritus.
La técnica de la magia consiste en descubrir el misterio del hechizo, sacando partido de la continuidad del pneuma individual y del pneuma universal. El amor es un mago por excelencia, pues pone a su disposición todos los medios de persuasión para apoderarse de ciertos objetos; su finalidad es atar. El mago puede ejercer su influencia sobre los objetos, los individuos, las sociedades, así como 3puede invocar la presencia de aquellos seres invisibles, los demonios y los héroes. Mas, para todo actuar y dominar la manipulación, debe acumular el conocimiento de las redes que se entrelazan para alcanzar el objeto de su deseo. Esta operación es el vincular. De este modo, la magia como técnica sirve como instrumento de manipulación individual o en masa; el conocimiento de los vínculos apropiados permite al mago disponer de toda la naturaleza; por eso, antiguamente, mago y sabio se identificaban. Del mismo modo, reconocer las redes vinculatorias permite el dominio de uno mismo, por lo que podemos considerar el uso de la magia como una condición esencial para la acción humana en cuanto que permite una manifestación libre y no reactiva de las percepciones que nos atan. Así, cuantos más conocimientos tenga el manipulador sobre aquellos o aquello que quiere vincular, mayores serán sus probabilidades de éxito, puesto que sabrá escoger las circunstancias y el momento propicio para crear el lazo vinculante.

El verdadero operador debe ser capaz de ordenar, corregir y disponer de la fantasía, componer sus especies según su voluntad.
Culianu, Eros y magia en el Renacimiento (1999, p. 135)

La acción mágica a su vez se sirve de un gran instrumento de manipulación: el eros. Como ya había enunciado Ficino, todo puede definirse en relación con el amor, pues todos los afectos se reducen a uno, dos o tres: el amor y/o el odio y/o el miedo, deseo y/o repugnancia. Lo externo se imprime en la imaginación a través de los sentidos, cargado de afectos que se atraen o se repelen. Es por simpatía y antipatía que nos vemos movidos hacia algo, sin olvidar que todo aquello que se nos aparece externamente no es totalmente arbitrario, sino que responde al lenguaje universal, o lo que los platónicos llamarían el «alma del mundo». La técnica de toda operación mágica reside en la apropiación de la fantasía. La potencia del imaginario se explota justo cuando ella interviene porque tiene la capacidad de colorear el alma de acuerdo al sentido que ella misma crea. Otro componente importante a la hora de poner en práctica la técnica del mago es la fe, pues sin ella no se puede llevar a cabo nada; así lo menciona Bruno en sus tesis de magia.
El mago o manipulador se distingue del común de los mortales en tanto que los últimos están sometidos a un sinfín de afectos o fantasías; por ello, Bruno advierte constantemente que hay que procurar no transformarse de operador a instrumento de fantasmas. Sin embargo, hay fantasías provocadas por una acción voluntaria del sujeto, como la de los artistas o poetas; y hay otras fantasías cuyo origen está en otra parte, las cuales pueden haber sido provocadas por los demonios o inducidas por una voluntad humana. De éstas justamente, advierte Bruno, hay que cuidarse. De ahí la importancia del arte de la manipulación. Hoy día se puede observar la trascendencia de la técnica mágica en actividades como la mercadotecnia y la publicidad, incluso en la actividad política y religiosa, en cuanto que son actividades dirigidas a manipular a los individuos con un fin en concreto, tomando en cuenta, sino todos, al menos sí gran parte de los intereses intersubjetivos a considerar.

Podemos sostener que la tecnología viene a ser una magia democrática que permite a todo el mundo gozar de las facultades extraordinarias que hasta ahora solo podía presumir el mago.
Culianu, Eros y magia en el Renacimiento (1999, p. 149)

## Libros
Hay obras que aún no han sido publicadas en español, otras se consideran perdidas y otras de cuya atribución se duda. La obra completa de Bruno figura en el Índice de libros prohibidos de la Iglesia católica.
- 1582:
  - Ars memoriae Texto completo en latín, Twilit Grotto: Archives of Western Esoterica
  - De umbris idearum Texto completo en latín, Twilit Grotto: Archives of Western Esoterica
  - Cantus Circaeus Texto completo en latín, Twilit Grotto: Archives of Western Esoterica
  - De compendiosa architectura
  - Candelaio o Candelajo Comedia Texto completo en italiano en 'Opere di Giordano Bruno di Nolano', edición de Adolfo Wagner, 1830, Vol I, pág.1

- 1583:
  - Ars reminicendi Triginta Sigilli Texto completo en latín, Twilit Grotto: Archives of Western Esoterica
  - Explicatio triginta sigillorum Texto completo en latín, Twilit Grotto: Archives of Western Esoterica
  - Sigillus sigillorum

- 1584:
  - La Cena de le Ceneri Texto completo en italiano, Giordano Bruno.info: Download
  - De la causa, principio, et Uno Texto completo en italiano, Giordano Bruno.info: Download
  - De l'infinito universo et Mondi Texto completo en italiano, Giordano Bruno.info: Download
  - Spaccio de la Bestia Trionfante Texto completo en italiano, Giordano Bruno.info: Download

- 1585:
  - Cabala del cavallo Pegaseo - Asino Cillenico Texto completo en italiano, Giordano Bruno.info: Download
  - De gli heroici furori 'Heroic Enthusiast' Texto completo en inglés 1.ª parte, P.Gutemberg Texto completo 2.ª parte P.Gutemberg Texto completo en latín, Twilit Grotto: Archives of Western Esoterica
  - Figuratio Aristotelici Physiciauditus

- 1586:
  - Dialogi duo de Fabricii Mordentis Salernitani
  - Idiota triumphans
  - De somni interpretatione con l' Insomniun.
  - Centun et viginti articuli denatura et mundo adversus peripateticos
  - Animadversiones circa lampaden lullianan
  - Lampas triginta statuarum

- 1587:
  - Delampade combinatoria Lulliana
  - De progresu et lampade venatoria logicorum

- 1588:
  - Oratio valedictoria Texto completo en italiano, Giordano Bruno.info: Download
  - Camoeracensis Acrotismus
  - De specierum scrutinio
  - Articuli centum et sexaginta adversus huius tempestatis mathematicos atque Philosophos
  - De vinculis in Genere Texto completo en latín, Twilit Grotto: Archives of Western Esoterica Texto completo en italiano, Giordano Bruno.info: Download

- 1589:
  - Oratio consolatoria Texto completo en italiano, Giordano Bruno.info: Download

- 1590:
  - De magia Texto completo en latín, Twilit Grotto: Archives of Western Esoterica

- 1591:
  - De triplici minimo et mensura
  - De monade numero et figura
  - De innumerabilibus, immenso, et infigurabili
  - De imaginum, signorum et idearum compositione Texto completo en latín, Twilit Grotto: Archives of Western Esoterica

- 1595:
  - Summa terminorum metaphisicorum

- 1612:
  - Artificium perorandi

- Fecha desconocida:
  - Libri physicorum Aristotelis explanati
  - De magia - Theses de maxia Texto completo en latín, Twilit Grotto: Archives of Western Esoterica
  - De magia mathematica Texto completo en latín, Twilit Grotto: Archives of Western Esoterica
  - De rerum principiis et elementis et causis
  - Medicina Lulliana

## Honores
- El cráter Giordano Bruno, de 22 kilómetros de diámetro y situado en la cara oculta de la Luna, y el asteroide (5148) Giordano llevan su nombre.
- El asteroide (13223) Cenaceneri se llama como su libro.
- La estatua de la plaza Campo de' Fiori recuerda el lugar donde fue ejecutado.

## En la cultura popular
- El cantautor cubano Silvio Rodríguez lo menciona en su canción Cita con ángeles. He aquí la estrofa:

Cuando este ángel surca el cielo,

no hay nada que se le asemeje.

El fin de su apurado vuelo

es la sentencia de un hereje.

No se distraiga ni demore,

todo es ahora inoportuno.

Va rumbo al campo de las flores

donde la hoguera espera a Bruno.

- La canción Roman Sky de la banda norteamericana Avenged Sevenfold está basada en su persecución y sentencia de muerte.[34]

- El disco "Perhaps You Deliver this Judgment with Greater Fear than I Receive It" de la banda de punk canadiense Crvsades está basada también en su persecución y sentencia de muerte.

- En un capítulo del programa "El Precio de la Historia" , Rick y Chumlee se van a Italia, donde Rick aprovecha el viaje para buscar un libro de Giordano Bruno, Rick previamente hace un breve resumen de su obra y de la muerte del mártir y logra comprar uno de sus libros por cien mil dólares americanos.